# Masumida-jinja

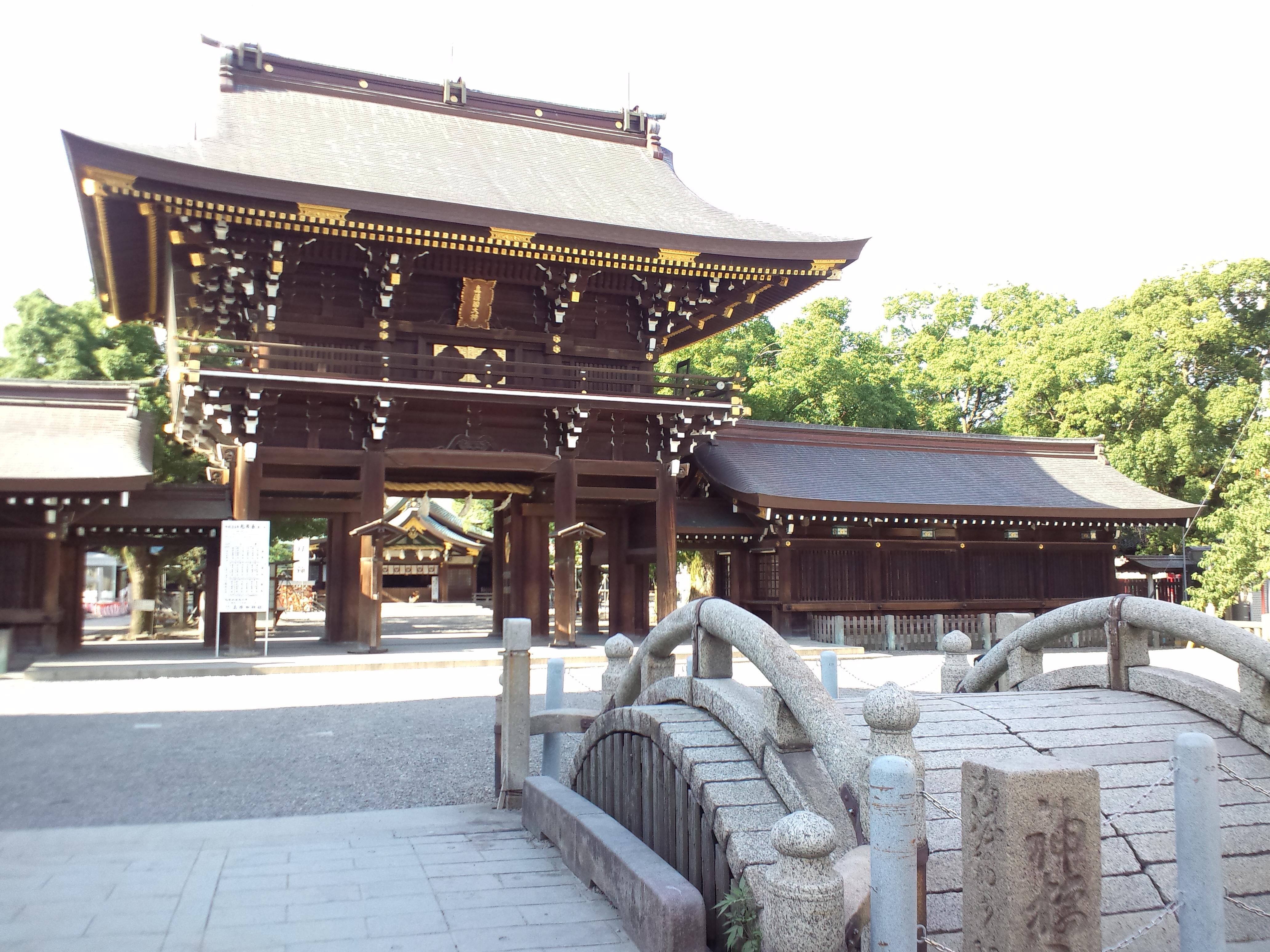
La porte principale de Masumida-jinja, rōmon.

Le Masumida-jinja (真清田神社, Masumida-jinja) est un sanctuaire shinto situé dans la ville d'Ichinomiya, préfecture d'Aichi au Japon. Comme l'indique le nom de la ville, Masumida-jinja est l'ichi-no-miya de l'ancienne province d'Owari. Le principal matsuri (festival) du sanctuaire est organisé tous les ans le 3 avril.

## Kami vénéré
Le principal kami de Masumida-jinja est Amenoho no Akari no mikoto  (天火明命) qui apparaît dans le Kujiki comme descendant d'Amaterasu et ancêtre du clan Owari, seigneurs historiques de la région. 

## Histoire
La date de fondation du sanctuaire est inconnue. La tradition du sanctuaire et les données du Kujiki donnent la date improbable de 628. Le sanctuaire est mentionné dans les documents du Engishiki au début de l'époque de Heian et dans le cycle de mythes Yamato Takeru. Il est connu comme ichi-no-miya de la province d'Owari depuis au moins la fin de l'époque de Heian et bénéficie du soutien du clan Oda et conséquemment du shogunat Tokugawa jusqu'à la fin de l'époque d'Edo.
Après la restauration Meiji, il se voir accorder le statut de kokuhei chūsha (sanctuaire national de deuxième rang) par le shintoïsme d'État en 1875. 
Le sanctuaire héberge un certain nombre de biens culturels importants dont :
- douze masques kagura en bois, dix de l'époque de Kamakura, deux de l'époque de Muromachi, donation de l'empereur Juntoku ;
- vingt-cinq plateaux et bols laqués, datant de 1457 ;
- vingt-deux bols et assiettes de cérémonial laqués, datant de 1574.